# رود پاسیگ
رود پاسیگ رودی است به خلیج مانیل می‌ریزد. این رود از کشور فیلیپین می‌گذرد.

## نگارخانه

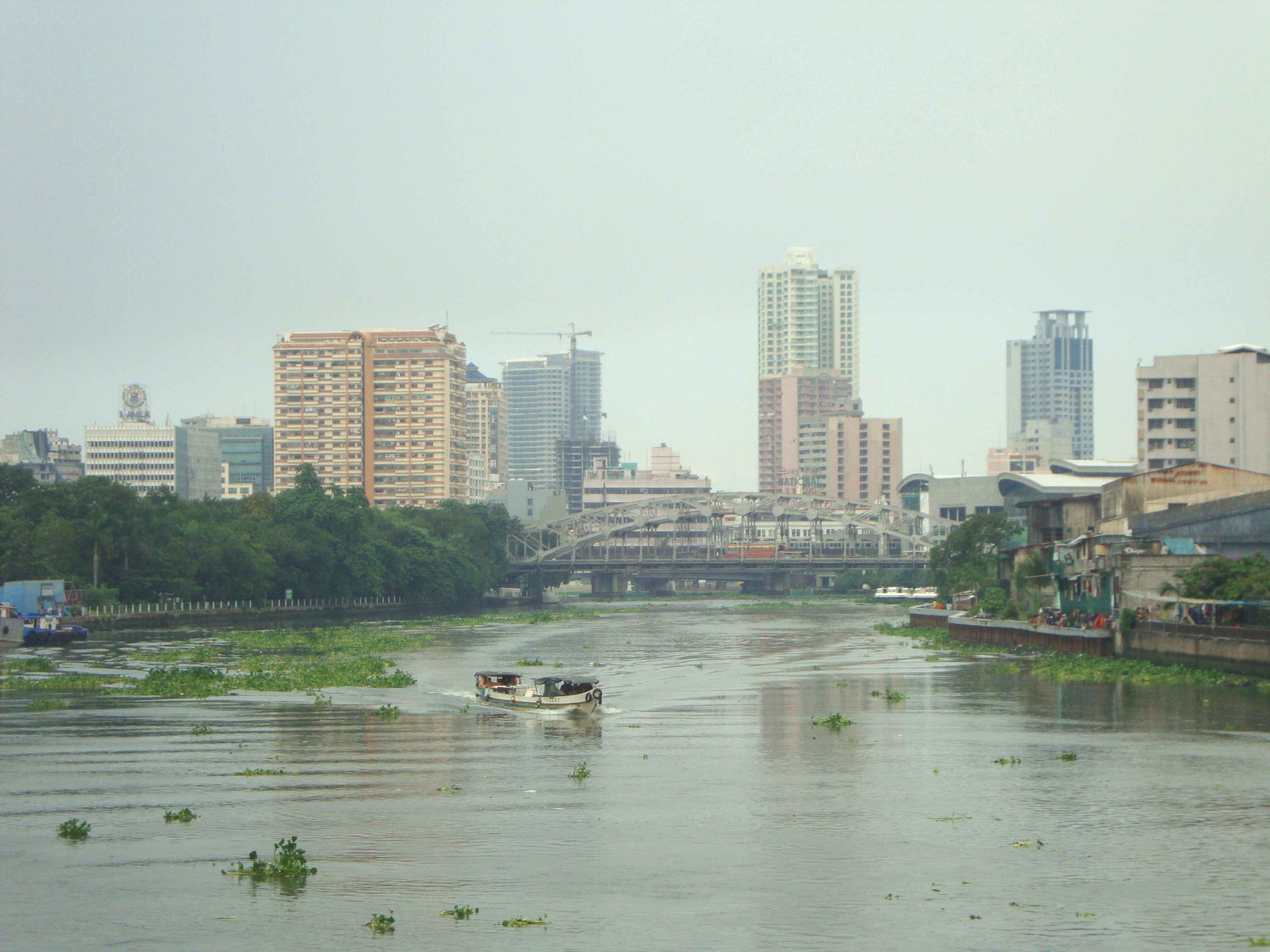
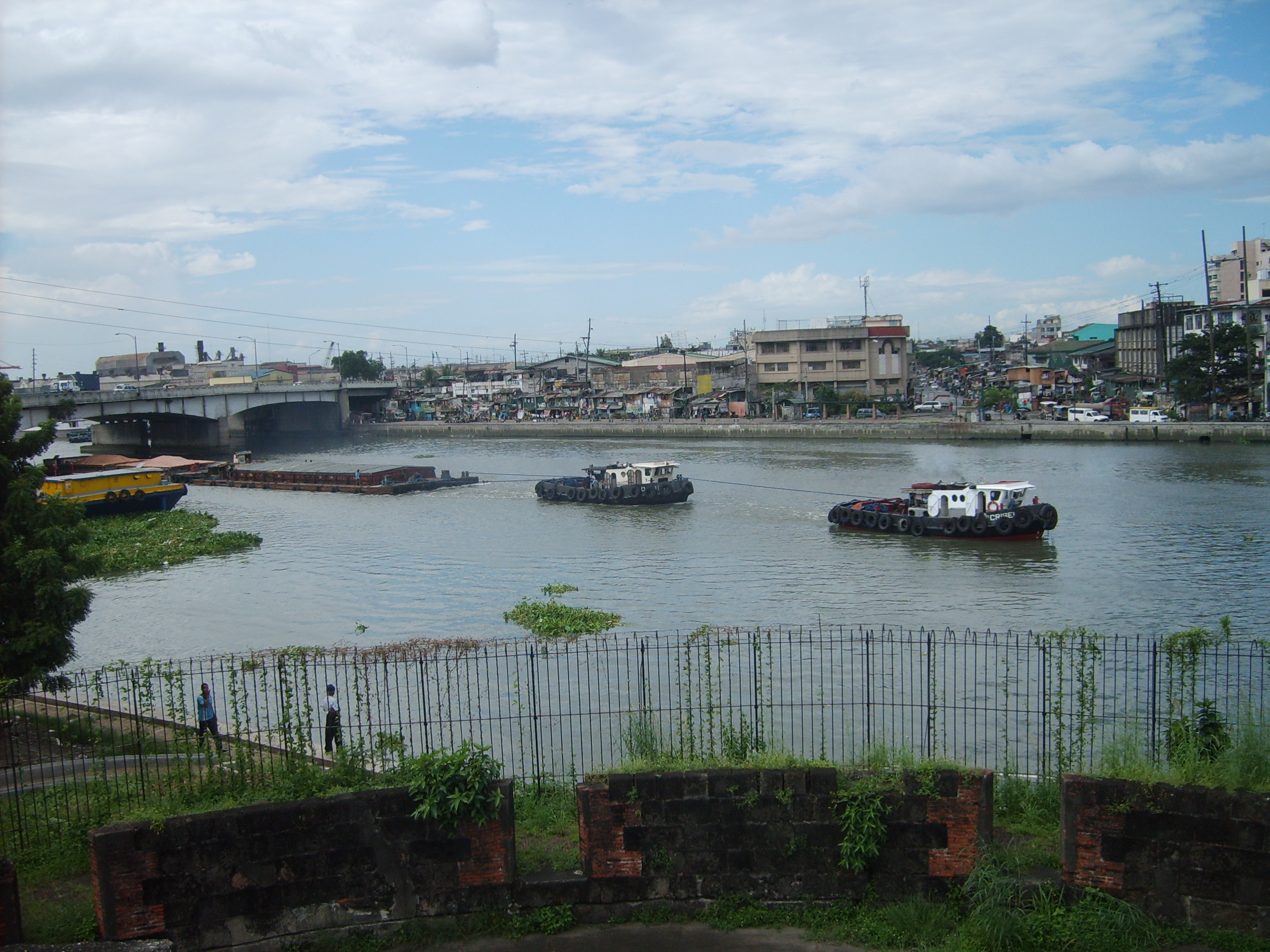
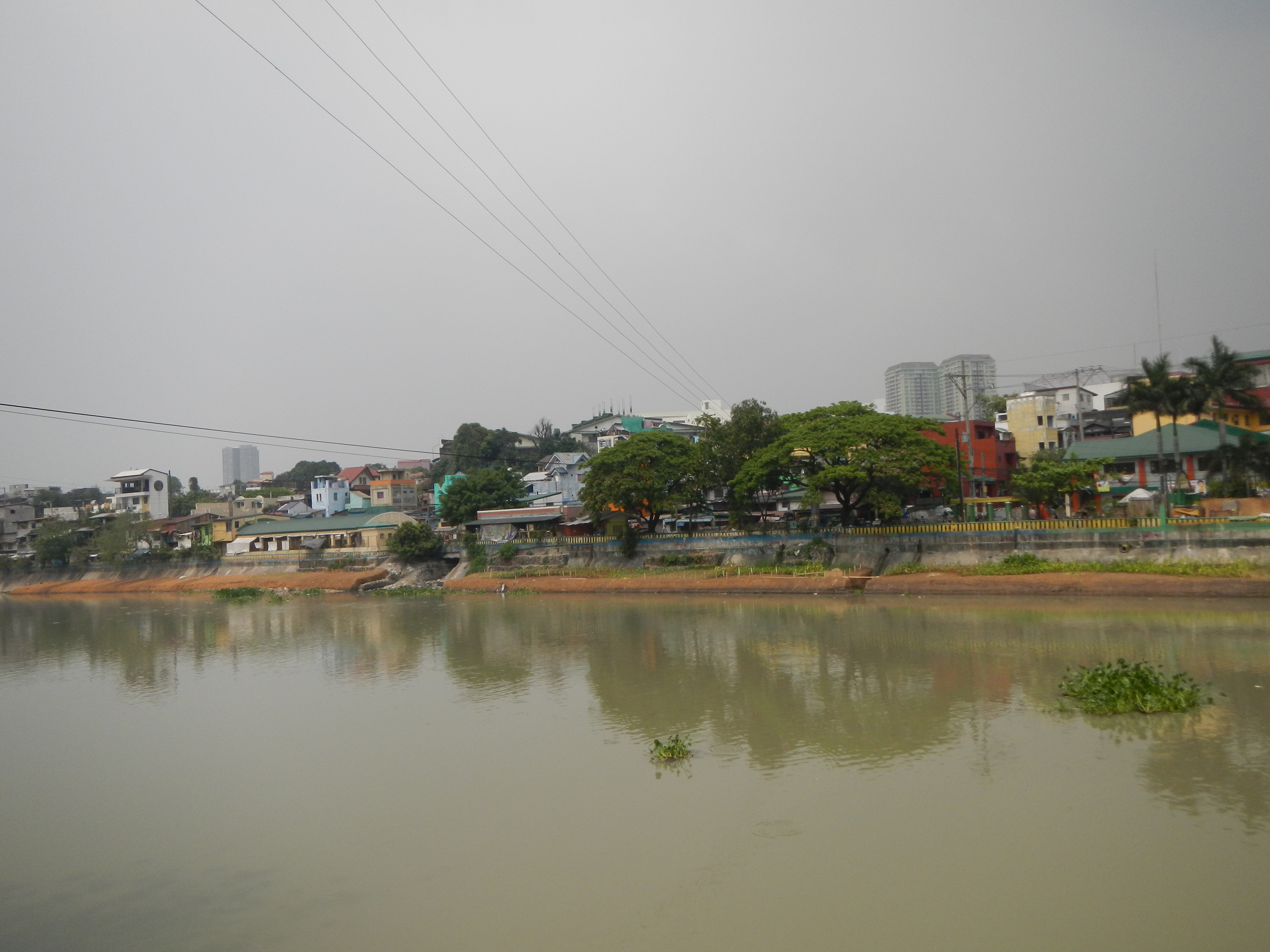
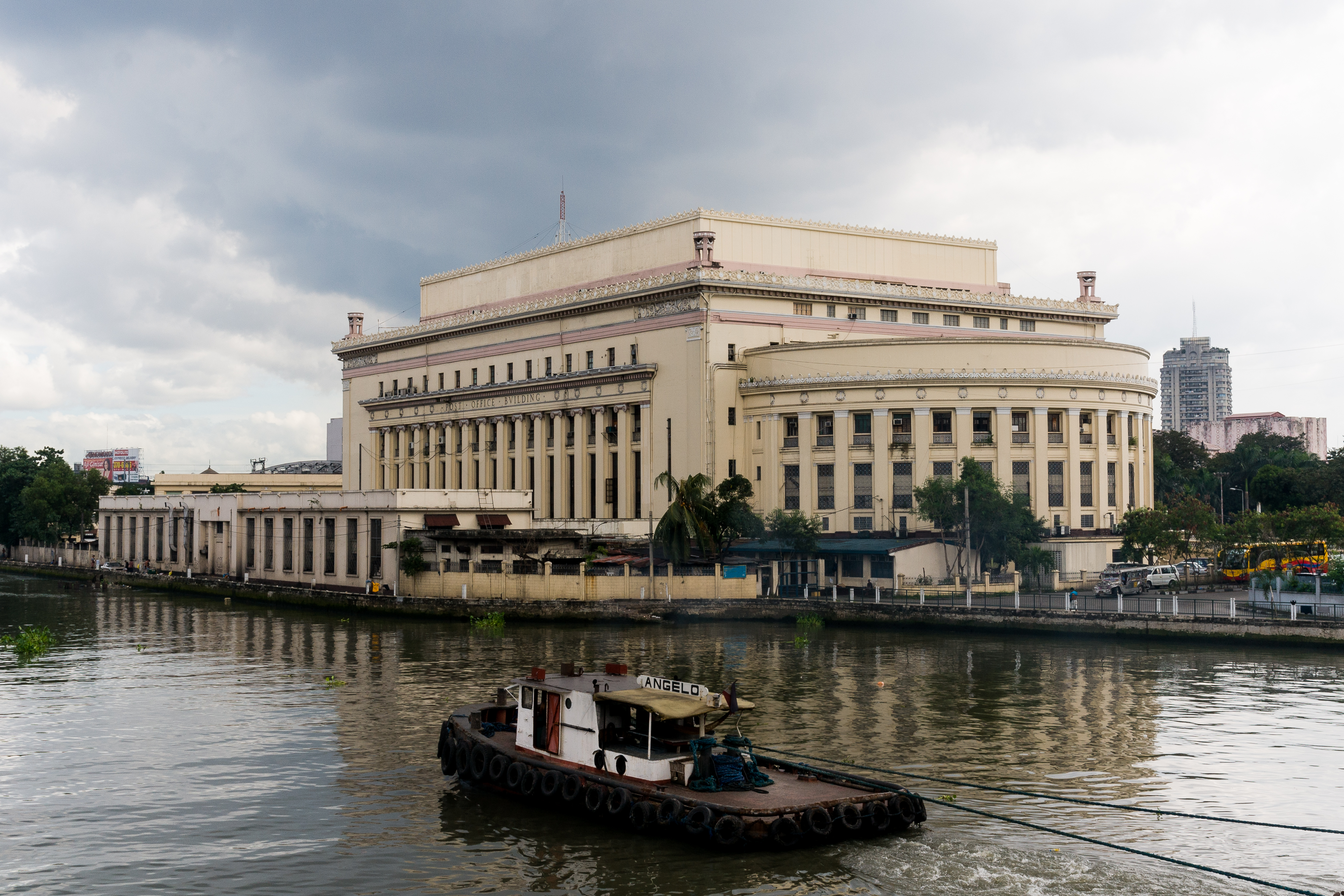
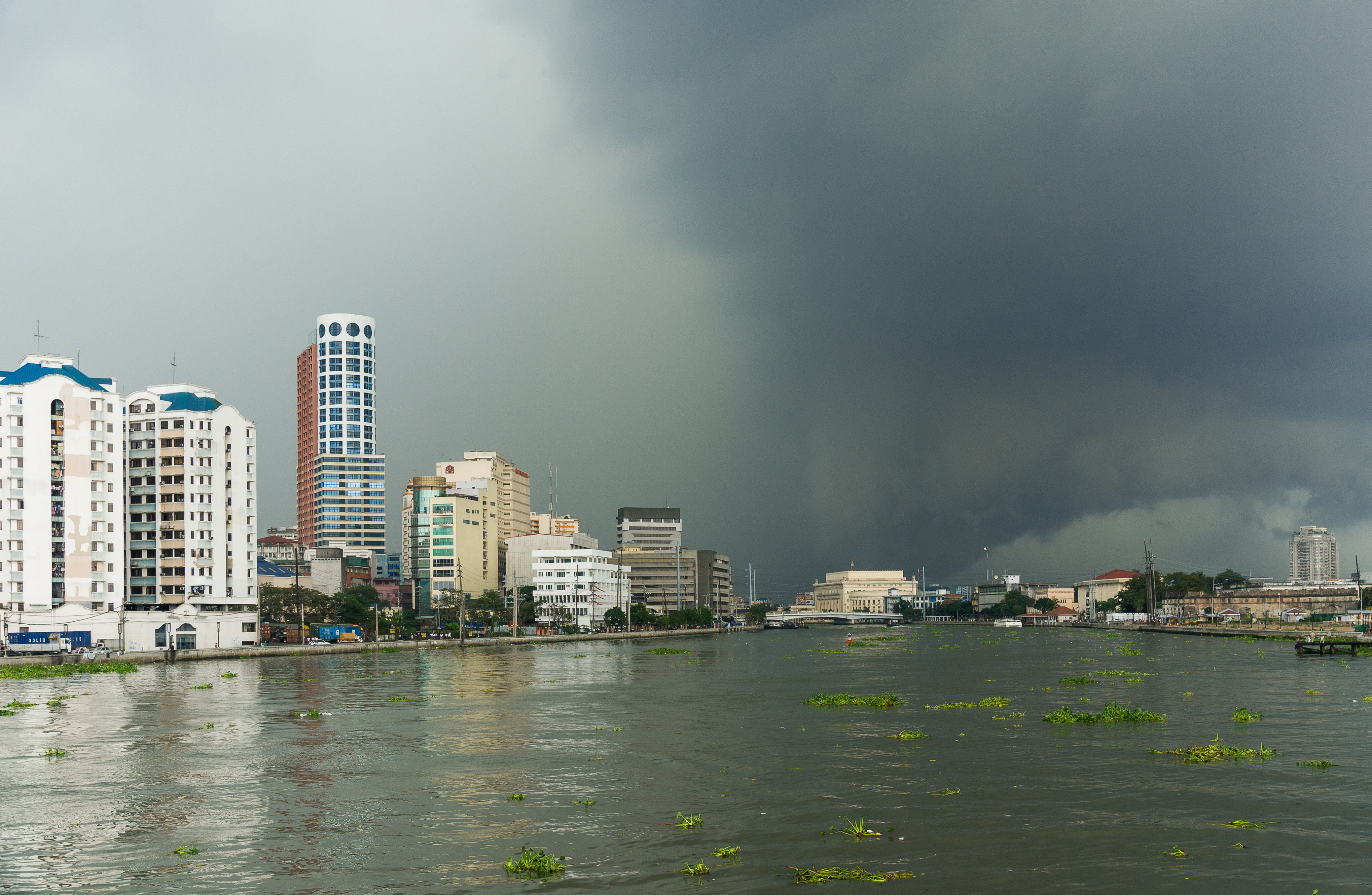